# Maarsserbrug
Die Maarsserbrug (niederländisch für Maarser Brücke) ist eine Stahlbogenbrücke über den Amsterdam-Rhein-Kanal in der niederländischen Gemeinde Stichtse Vecht. Die 1938 eröffnete Brücke bildet eine wichtige Verbindung zwischen den beiden Kernen Maarssen (Dorf) und Maarssenbroek. Die Brücke wurde im Volksmund immer als die Hohe Brücke bezeichnet. Die Brücke überspannt auch die Eisenbahnstrecke zwischen Amsterdam und Utrecht.

## Geschichte
Diese Brücke ersetzte die Drehbrücke, die eine Verlängerung des Stationsweg und des Nieuwe Stationsweg war. Sie wurde wegen der Erweiterung des Merwedekanals zum Amsterdam-Rhein-Kanal notwendig. 
Die Maarsserbrug hat eine Hauptspannweite von rund 88 Metern. Aufgrund der steilen Rampen befand sich auf ihrer Unterseite ursprünglich eine elektrisch betriebene Schwebefähre, die oft von den Bauern der Umgebung mit Pferdefuhrwerken benutzt wurde und vom Brückenwärter, der in der Nähe der Brücke wohnte, betrieben wurde. Die Schwebefähre wurde erst 1939 fertig gestellt und bereits 1959 wieder abgebaut, da sie mit dem Aufkommen von Traktoren an Bedeutung verlor.
Am 5. Mai 1945 kam bei Feuergefechten auf und in der Nähe der Brücke mindestens eine Person ums Leben. In der Folge wurde die Brücke unter anderem durch eine Explosion stark beschädigt, wodurch ebenfalls eine Person getötet wurde. Es wird vermutet, dass die Explosion vorsätzlich herbeigeführt wurde.
Um das Jahr 2000 wurde neben der Maarsserbrug eine Radarstation für die Schifffahrt errichtet. Zu dieser Zeit wurden auch die Zufahrtsrampen zur Brücke neu gestaltet und entlang ihnen neue Wohngebiete gebaut, von denen eines den Namen Hoge Brug erhielt. Die Brücke wurde 2006 komplett saniert. Die damals installierten Anti-Vandalismus-Bildschirme waren die ersten in den Niederlanden. Außerdem wurde die Brücke für den Rad- und Fußgängerverkehr verbreitert und um etwa 25 Zentimeter angehoben, um dem Schiffsverkehr eine größere Durchfahrtshöhe zu geben. Die Durchfahrtsbreite unter der Brücke ist erheblich geringer als anderswo auf dem Amsterdam-Rhein-Kanal.